# Madingou
Madingou   este un oraș  în  partea de vest a Republicii Congo,  centru administrativ al departamentului  Bouenza.